# Plymouth (Minnesota)
Plymouth ist eine Stadt (mit dem Status „City“) im Hennepin County im US-amerikanischen Bundesstaat Minnesota. Im Jahr 2020 hatte Plymouth 81.026 Einwohner.
Plymouth ist die siebentgrößte Stadt Minnesotas und Bestandteil der Metropolregion Minneapolis–Saint Paul (Twin Cities).

## Geografie
Plymouth ist ein westlicher Vorort von Minneapolis, dessen Stadtzentrum 17 km östlich liegt. Nach den Angaben des United States Census Bureau erstreckt sich das Stadtgebiet von Plymouth über 91,5 km².

## Geschichte
Die ersten Bewohner des Gebietes des heutigen Plymouth waren die Dakota. Erster europäischer Siedler war Antoine LeCounte. Er kam das erste Mal 1848 in die Region, ließ sich aber erst 1852 dort nieder. Nachdem sich neue Einwanderer angesiedelt hatten, wurde 1858 das Township Plymouth gegründet. Erst 1954 wurde es zum Dorf, im Jahre 1974 erhielt Plymouth Stadtrechte.

## Demografische Daten
Nach der Volkszählung im Jahr 2010 lebten in Plymouth 70.576 Menschen in 28.663 Haushalten. Die Bevölkerungsdichte betrug 828,4 Einwohner pro Quadratkilometer. In den 28.663 Haushalten lebten statistisch je 2,42 Personen.
Ethnisch betrachtet setzte sich die Bevölkerung zusammen aus 84,2 Prozent Weißen, 5,2 Prozent Afroamerikanern, 0,3 Prozent amerikanischen Ureinwohnern, 6,9 Prozent Asiaten sowie 1,0 Prozent aus anderen ethnischen Gruppen; 2,3 Prozent stammten von zwei oder mehr Ethnien ab. Unabhängig von der ethnischen Zugehörigkeit waren 3,0 Prozent der Bevölkerung spanischer oder lateinamerikanischer Abstammung.
23,9 Prozent der Bevölkerung waren unter 18 Jahre alt, 64,0 Prozent waren zwischen 18 und 64 und 12,1 Prozent waren 65 Jahre oder älter. 51,6 Prozent der Bevölkerung war weiblich.

Das mittlere jährliche Einkommen eines Haushalts lag bei 86.466 USD. Das Pro-Kopf-Einkommen betrug 46.766 USD. 4,9 Prozent der Einwohner lebten unterhalb der Armutsgrenze.

## Söhne und Töchter der Stadt
- Amy Klobuchar (* 1960), Politikerin
- Marion Barber III (1983–2022), American-Football-Spieler
- Derek Peltier (* 1985), Eishockeyspieler
- Kurt Davis (* 1986), Eishockeyspieler
- Blake Wheeler (* 1986), Eishockeyspieler
- Kevin Wehrs (* 1988), Eishockeyspieler
- Ariya Daivari (* 1989), Wrestler
- Grant Besse (* 1994), Eishockeyspieler
- Dani Cameranesi (* 1995), Eishockeyspielerin
- Kelly Pannek (* 1995), Eishockeyspielerin